# افسونگر (فیلم ۱۹۴۵)
افسونگر (انگلیسی: Bewitched) فیلمی در ژانر درام است که در سال ۱۹۴۵ منتشر شد. از بازیگران آن می‌توان به فیلیس ثکستر و ادموند گون اشاره کرد.